# Renaldo Benson
Renaldo "Obie" Benson (Detroit, 14 de junho de 1936 – Detroit, 1 de julho de 2005) foi um cantor e compositor norte-americano, integrante do grupo vocal Four Tops, caracterizado por sua voz de baixo que marcou as canções de soul e rhythm and blues do grupo por mais de quatro décadas.
Entre várias composições e gravações de sucesso, "Obie" é o co-autor com Marvin Gaye e Al Cleveland de "What's Going On", uma das mais importantes músicas de protesto dos anos das transformações sociais e da Guerra do Vietnã nos Estados Unidos, considerada pela revista Rolling Stone a 4ª melhor canção de todos os tempos. Foi dele a inspiração para a composição da música após ser testemunha da violência policial contra manifestantes na Califórnia em 1969.
Como integrante do Four Tops, ele foi introduzido no Rock and Roll Hall of Fame em 1990 e ganhou uma estrela na Calçada da Fama de Hollywood em 1997. Morreu em Detroit, mesma cidade onde nasceu, aos 69 anos, de câncer de pulmão, depois de amputar uma perna por problemas circulatórios no início do mesmo ano de sua morte, 2005.